# Willem Key

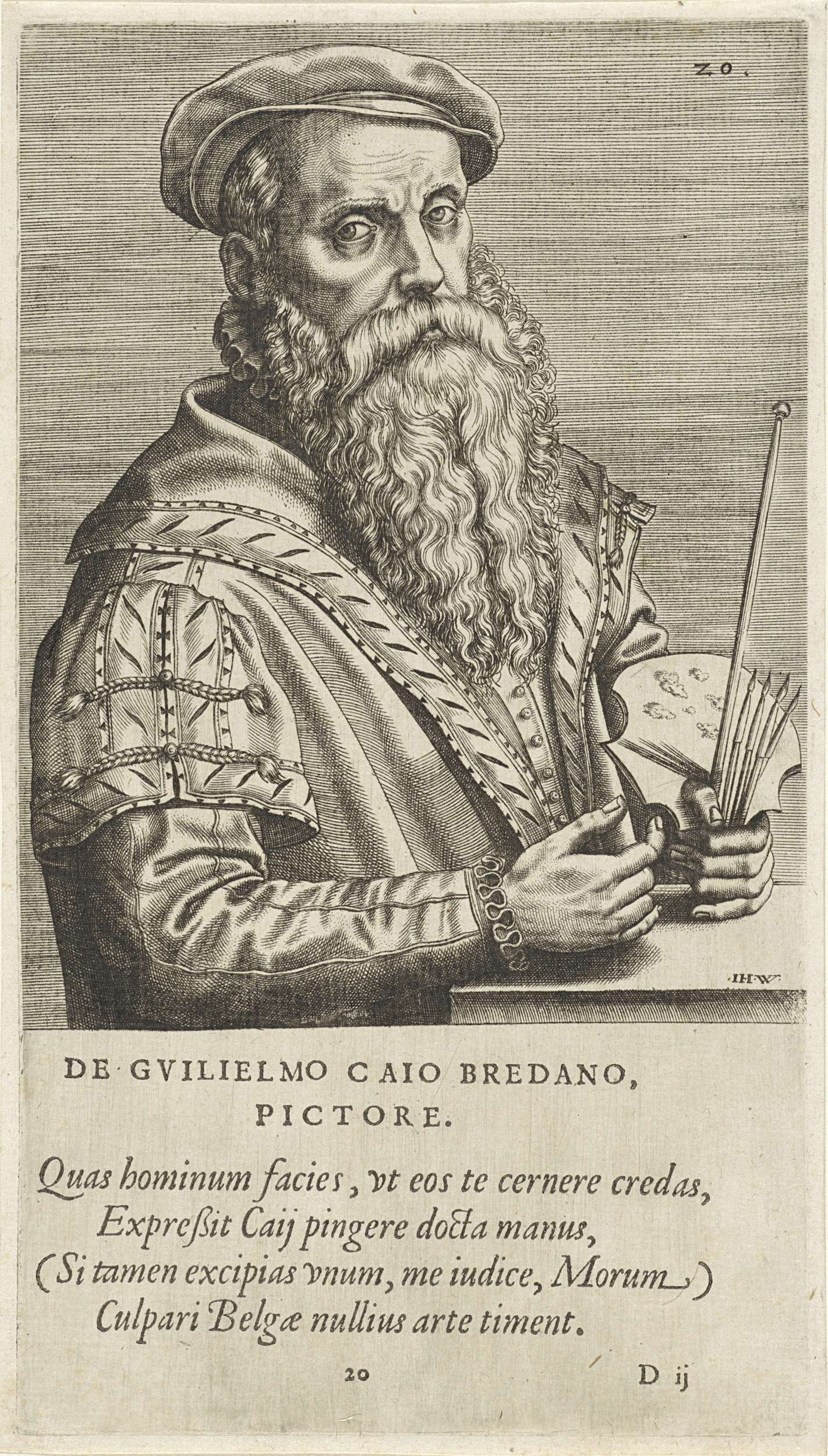
Retrato de Willem Key (Gvilielmo Caio Bredano) por Johannes Wierix para la colección de Dominicus Lampsonius, Pictorum aliquot celebrium Germaniae inferioris effigies, 1572. Ámsterdam, Rijksmuseum

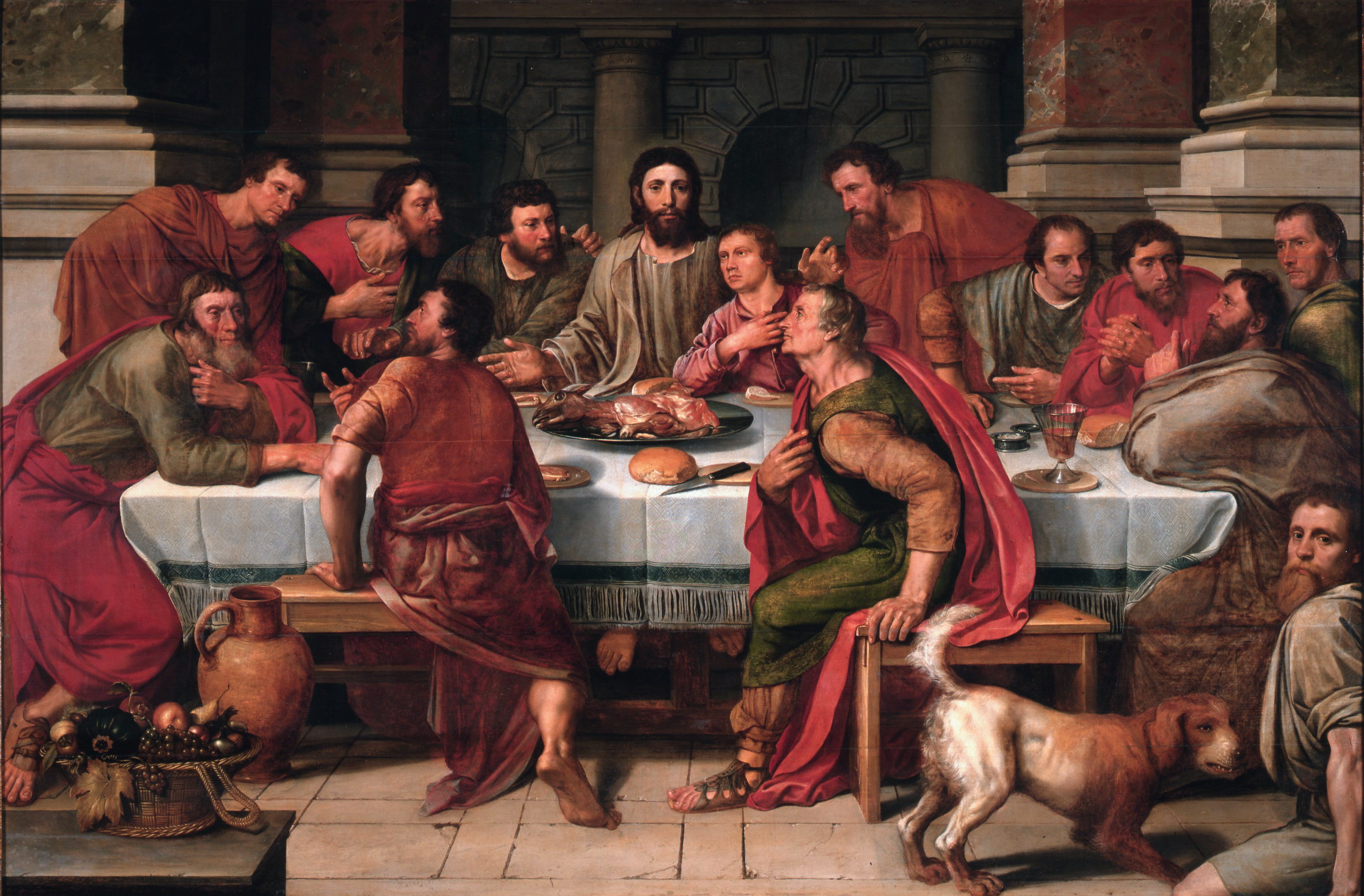
La última cena, (h. 1560), óleo sobre tabla, 156,2 x 234,8 cm, Dordrecht, Dordrechts Museum. Un autorretrato del pintor se encuentra en el personaje situado en el ángulo inferior derecho mirando al espectador.

Willem Key (Breda, 1516-Amberes, 1568) fue un pintor renacentista flamenco especializado en retratos.

## Biografía
Siguiendo los pasos de su hermano Wouters, también pintor, se trasladó a Amberes donde es citado en 1529 como aprendiz de Pieter Coecke. Según Carel van Mander pasó luego a estudiar con Lambert Lombard en Lieja, donde habría tenido como condiscípulo a Frans Floris. En 1542 –poco después del retorno de Lombard a Italia– aparece registrado como maestro independiente en el gremio de San Lucas de Amberes, del que en 1552 fue nombrado decano.
Registrado en 1549 como ciudadano de Amberes, murió repentinamente en 1568 tras alcanzar riqueza y una sólida posición social gracias a sus retratos y cuadros historiados, pintados con docta mano según los versos de Lamposonio a su retrato. Valorado principalmente como retratista, entre quienes posaron para él se cuentan  el cardenal Granvela y el duque de Alba, cuyo retrato, conservado en el Palacio de Liria, es posiblemente de lo último que pintase y próximo a otro retrato del mismo sujeto pintado por Tiziano.
Van Mander lo elogió también por sus pinturas religiosas, algunas de ellas destruidas en los ataques iconoclastas de la beeldenstorm o furia iconoclasta.  En una obra como la Última cena del museo de Dordrecht las influencias italianizantes, perceptibles por ejemplo en los fondos arquitectónicos, y el detallismo flamenco conviven satisfactoriamente con las dotes de retratista del pintor, que se autorretrata como mendigo en el ángulo inferior derecho. Esa capacidad de incorporar las novedades que llegaban de Italia sin haber viajado a ella y conjugarlas con la tradición flamenca, puede explicar que Lamposonius o Van Mander lo tuviesen por un pintor erudito.
Discípulo y pariente lejano fue Adriaen Thomasz. Key, cuyas obras en ocasiones se confunden.